# Radio Alpina
Radio Alpina war ein inneralpiner privater Hörfunksender im Bundesland Salzburg. Der Sender ist im Jahr 2004 im Pinzgau mit Standort in Saalfelden gestartet. Am 1. August 2023 stellte Radio Alpina den Sendebetrieb ein.

## Programm
Im Mittelpunkt des Programms steht die Berichterstattung aus dem Bundesland Salzburg.
Das Sendeprogramm beinhaltet einen breiten Musik-Mix vom aktuellen Pop-Hit über New American Country, die besten Oldies bis hin zu den beliebtesten Schlagern, die als Adult Contemporary bezeichnet wird. Dazu gibt es das Wetter, Freizeittipps aus der Region und alles rund um ihren Urlaub aus der Reiseredaktion.

## Geschichte
Zunächst 2004 im Pinzgau gestartet. In den letzten Jahren hat Radio Alpina das Sendegebiet kontinuierlich ausgebaut und ist somit schon seit einigen Jahren flächendeckend im gesamten Bundesland Salzburg im Kabelnetz der Salzburg AG auf 106,9 MHz zu empfangen. Die Beliebtheit des Musiksenders führte dazu, dass mit der Zeit auch immer mehr Kabel-TV-Anbieter im oberösterreichischen Salzkammergut inklusive des Ausseerlandes und in der Obersteiermark Radio Alpina auf UKW eingespeist haben. Österreichweit ist zudem der Sender im Digitalradio des Kabelnetzes von A1-TV zu empfangen. Nun hat Radio Alpina sein Sendenetz auch im Tiroler Unterland stark erweitert. Nachdem der Sender bereits seit einigen Jahren ins Kabel-TV Pillersee in Hochfilzen und Fieberbrunn auf 106,9 eingespeist ist, wurde er nun von zahlreichen weiteren Anbietern im Tiroler Unterland ins Netz aufgenommen. So kann Radio Alpina im z. B. Kabel-TV Netz der Ortswärme in St. Johann in Tirol und in Oberndorf bei Kitzbühel empfangen werden. Neu hinzugekommen ist auch das Kabel-TV Divisek in Waidring. Hier kann Radio Alpina ebenfalls empfangen werden. Von November 2021 bis Juli 2023 war Radio Alpina im Salzburger Innergebirg im UKW-Gleichwellennetz auf 101,10 MHz empfangbar. Am 1. August 2023 wurde beim Landesgericht Salzburg das Insolvenzverfahren angemeldet und der Sendebetrieb eingestellt.

## Empfangsmöglichkeiten
Radio Alpina ist mit vielen Apps fast aller Radio-App-Anbieter und auch in Internet-Radiogeräten, im Kabel und terrestrisch zu empfangen. Eine Verbreitung via DAB+ ist noch nicht geplant. Am 1. August 2023 wurde der Sendebetrieb via. UKW und Kabel sowie Online komplett eingestellt.

## Belege
1. ↑  https://www.radiowoche.de/insolvenz-radio-alpina-hat-ukw-sendebetrieb-eingestellt